# Положенко Никанор Володимирович
Никанор Володимирович Положенко (7 березня 1919, місто Ананьїв, тепер Подільського району Одеської області — ?) — молдавський радянський діяч, міністр житлово-комунального господарства Молдавської РСР. Член Ревізійної комісії КП Молдавії в 1954—1956 роках. Кандидат у члени ЦК КП Молдавії в 1960—1961 та 1981—1986 роках. Член ЦК КП Молдавії в 1956—1958 та 1966—1981 роках. Депутат Верховної Ради Молдавської РСР 4-го, 7—11-го скликань.

## Біографія
Народився в селянській родині.
У 1935—1938 роках — рахівник колгоспу; завідувач відділами редакції Ананьївської районної газети Молдавської АРСР.
У 1938—1941 роках — завідувач відділу, секретар Ананьївського районного комітету ЛКСМУ; інструктор Молдавського обласного комітету ЛКСМУ.
Член ВКП(б) з 1939 року.
З літа 1941 року перебував в евакуації в Чиїлійському районі Кзил-Ординської області Казахської РСР, був курсантом військового училища. 
У лютому 1942 — 1946 року — в Червоній армії, учасник німецько-радянської війни. Служив заступником політичного керівника (політрука) та агітатором 56-го гвардійського стрілецького полку 19-ї гвардійської стрілецької дивізії 39-ї армії. У 1945 році лікувався в евакуаційних госпіталях. До 1946 року — курсант Вищого військово-педагогічного інституту Радянської армії.
У 1946—1947 роках — інструктор Запорізького обласного комітету КП(б)У.
У 1947—1950 роках — 2-й секретар Приазовського районного комітету КП(б)У Запорізької області; голова виконавчого комітету Приазовської районної ради депутатів трудящих.
У 1950—1952 роках — 2-й секретар Страшенського районного комітету КП(б) Молдавії.
У 1952—1957 роках — 1-й секретар Леовського районного комітету КП Молдавії.
У 1954 році закінчив заочно Кишинівський державний педагогічний інститут імені Крянге.
У 1957—1959 роках — слухач Вищої партійної школи при ЦК КПРС у Москві.
18 квітня 1959 — 29 березня 1985 року — міністр житлово-комунального господарства Молдавської РСР.
З березня 1985 року — персональний пенсіонер.

## Звання
- старший лейтенант
- гвардії капітан
- підполковник

## Нагороди
- орден Леніна
- орден Вітчизняної війни І ст. (18.07.1944)
- орден Вітчизняної війни ІІ ст. (17.02.1944)
- два ордени Трудового Червоного Прапора
- медаль «За перемогу над Німеччиною у Великій Вітчизняній війні 1941—1945 рр.» (1945)
- медалі